# Remlingrade
Remlingrade ist ein Ort und Stadtteil von Radevormwald im Oberbergischen Kreis im nordrhein-westfälischen Regierungsbezirk Köln in Deutschland.

## Lage und Beschreibung

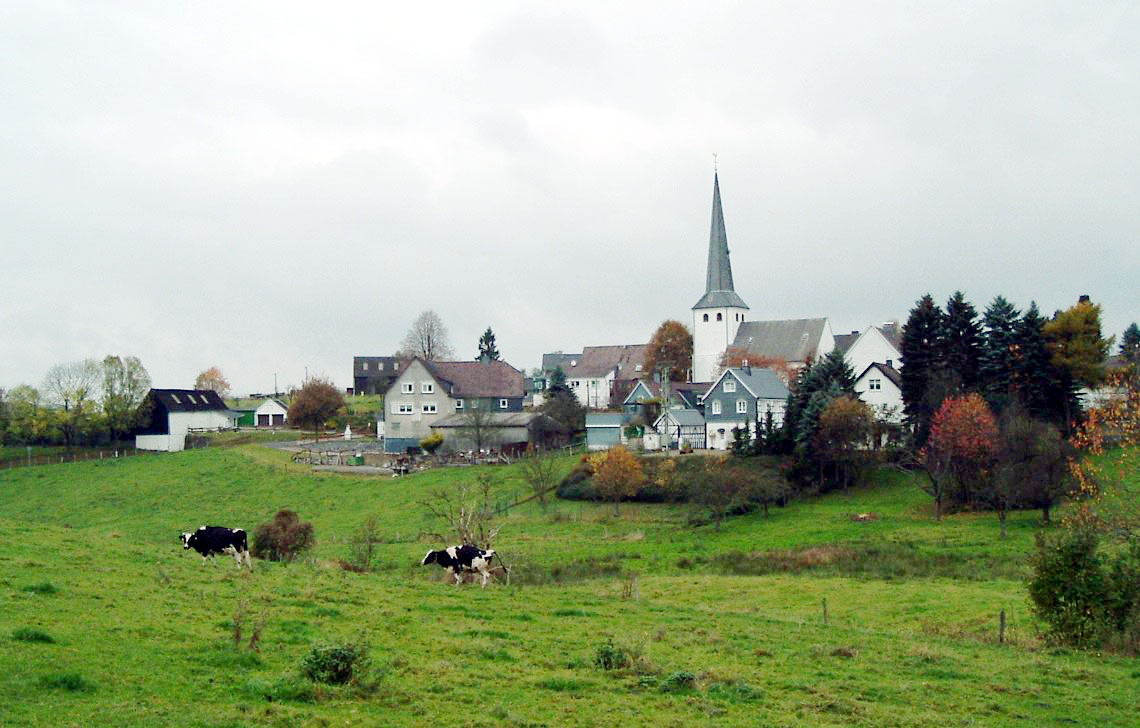
Der Ort Remlingrade in Radevormwald im Oktober 2004

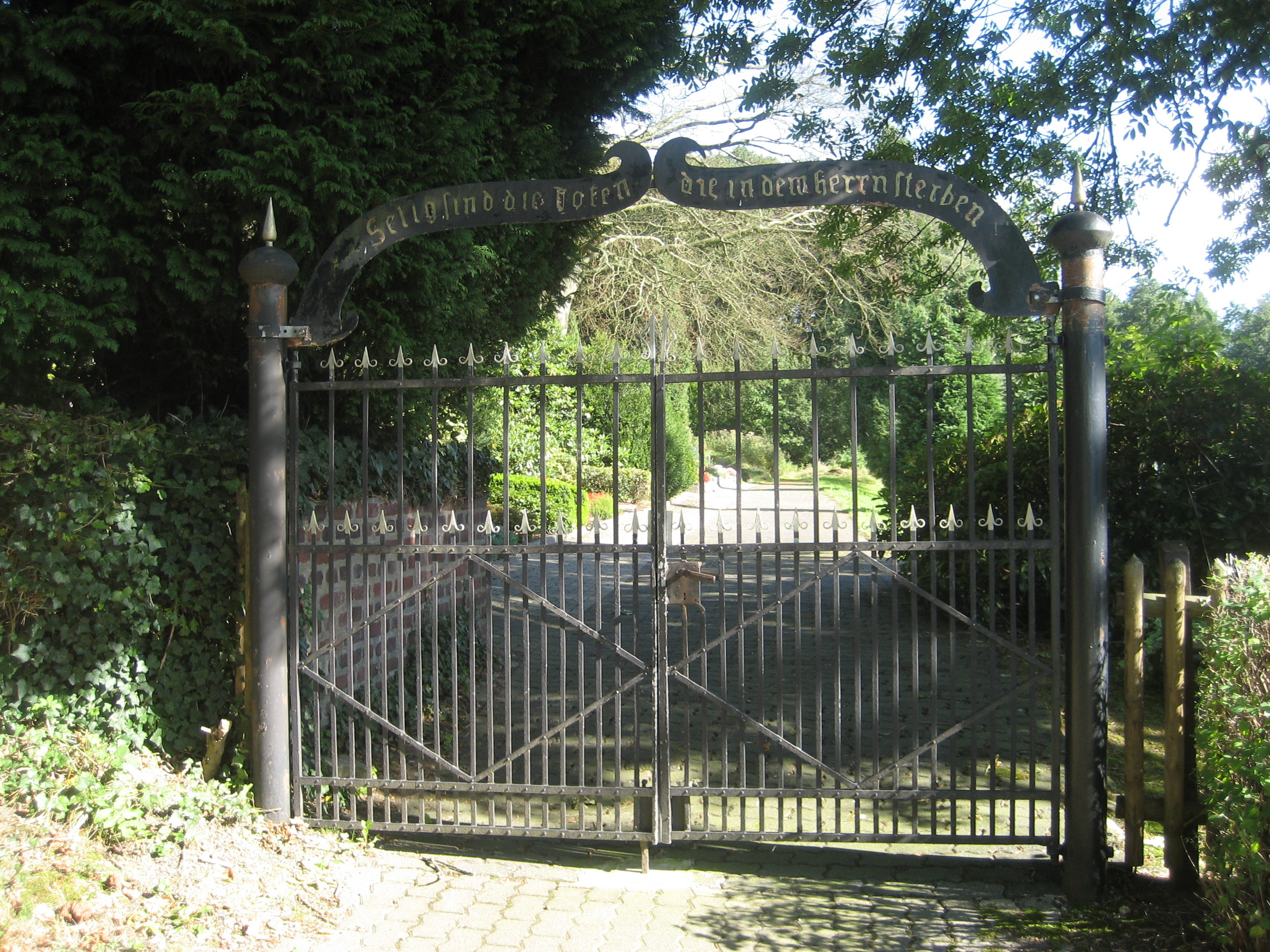
Der Friedhof von Remlingrade bei

Der Ort liegt im äußersten Norden des Stadtgebiets von Radevormwald. Die Kreisstraße 6 verbindet den Ort über Önkfeld mit Radevormwald und in Richtung Westen mit dem Wuppertaler Ortsteil Beyenburg. Ferner verbindet die Kreisstraße 8 den Ort in Richtung Norden über die Spreeler Mühle mit dem Ennepetaler Ortsteil Königsfeld an der Bundesstraße 483. Von der Wupperortschaft Dahlerau / Keilbeck erreicht man ihn über die Landesstraße 130 über Herkingrade.
Remlingrade ist ein Standort der Radevormwalder Freiwilligen Feuerwehr.
Der frühere Bahnhaltepunkt "Remlingrade" an der Wuppertalbahn und die heutige zum Ort gehörende Bushaltestelle der Buslinie 626 von Wuppertal nach Radevormwald befinden sich in einer Entfernung von zwei Kilometern an der Landesstraße 414 zwischen Beyenburg und Dahlerau.
Remlingrade ist namensgebendes Zentrum einer 700 Mitglieder großen evangelischen Kirchengemeinde, was die regional historische Bedeutung des Ortes unterstreicht.
An Remlingrade fließt südlich der Remlingrader Bach vorbei, der ehemals dort einen Löschteich speiste.

## Geschichte
Der Name Remlingrade bezieht sich auf: Die „Rodung des heiligen Remigius Bischof von Reims“. Die Christianisierung erfolgte durch Mönche aus dem Westfälischen.
1183 wurde der Ort das erste Mal urkundlich erwähnt und zwar „Ritter Udo überträgt die Abtei Werden Eigenhörige seiner Kapelle zu Remelinrode als Wachszinsige.“ Schreibweise der Erstnennung: Remelinrode
Vor 1300 wurde Remlingrade Allodialbesitz der Grafen von Berg, die den Weiler und die umgebenden Höfe ab 1399 als Kirchspiel in ihr Amt Beyenburg eingliederten.
Remlingrade verfügte über eine eigene Gerichtsbarkeit – die Einwohner Radevormwalds unterstanden demgegenüber dem Gericht Beyenburg der Grafen von Berg. Noch heute erinnert die Femlinde an den Standort des alten Femegerichtes, der 500 m von der Ortsmitte entfernt an der Straße K8 zur Spreeler Mühle lag. Die heutige Femlinde ist ein Ableger an leicht versetzter Stelle der ursprünglichen Femlinde, die dem Straßenbau weichen musste.
Sowohl die Evangelische Kirche in der Ortsmitte von Remlingrade als auch der Kirchhof mit der ihn umgebenden Bruchsteinmauer sowie einige Grabmäler aus der ersten Hälfte des 18. Jahrhunderts stehen unter Denkmalschutz. 1745 wurde der heute noch existierenden Kirchenbau fertiggestellt, mit dem Bau wurde 1743 begonnen. Das Fachwerkhaus Nr. 3 an der Südseite der Kirche steht ebenfalls unter Denkmalschutz.
Am südöstlichen Ortsausgang neben dem Friedhof ist das 1828 errichtete Schulgebäude mit der Hausnummer 1 zu sehen. Heute dient es Wohnzwecken. Schulunterricht wurde schon seit 1657 erteilt, zunächst im Haus des Lehrers auf dem Flur, ab 1697 in einem ersten Schulgebäude. 1762 erfolgte ein Schulneubau, der bis zum Bau des oben erwähnten Gebäude genutzt wurde.
1815/16 besaß der Ort 39 Einwohner. 1832 gehörte der Ort zum Kirchspiel Remlingrade des ländlichen Außenbezirks der Bürgermeisterei Radevormwald. Der laut der Statistik und Topographie des Regierungsbezirks Düsseldorf als Kirchdorf kategorisierte Ort besaß zu dieser Zeit eine Kirche, ein öffentliches Gebäude, zehn Wohnhäuser und drei landwirtschaftliche Gebäude. Zu dieser Zeit lebten 71 Einwohner im Ort, acht katholischen und 63 evangelischen Glaubens. 1888 sind in dem Gemeindelexikon der Rheinprovinz zehn Wohnhäuser mit 90 Einwohnern verzeichnet.
Der kleine Ort wurde 1849 zum Schauplatz einer Schlacht zwischen Demonstranten, die sich der Revolution von 1848/1849 anschließen wollten, und preußischen Soldaten. Erst die Unterstützung durch einen einheimischen „königstreuen“ Bauern konnte die Revolutionäre in die Flucht schlagen.

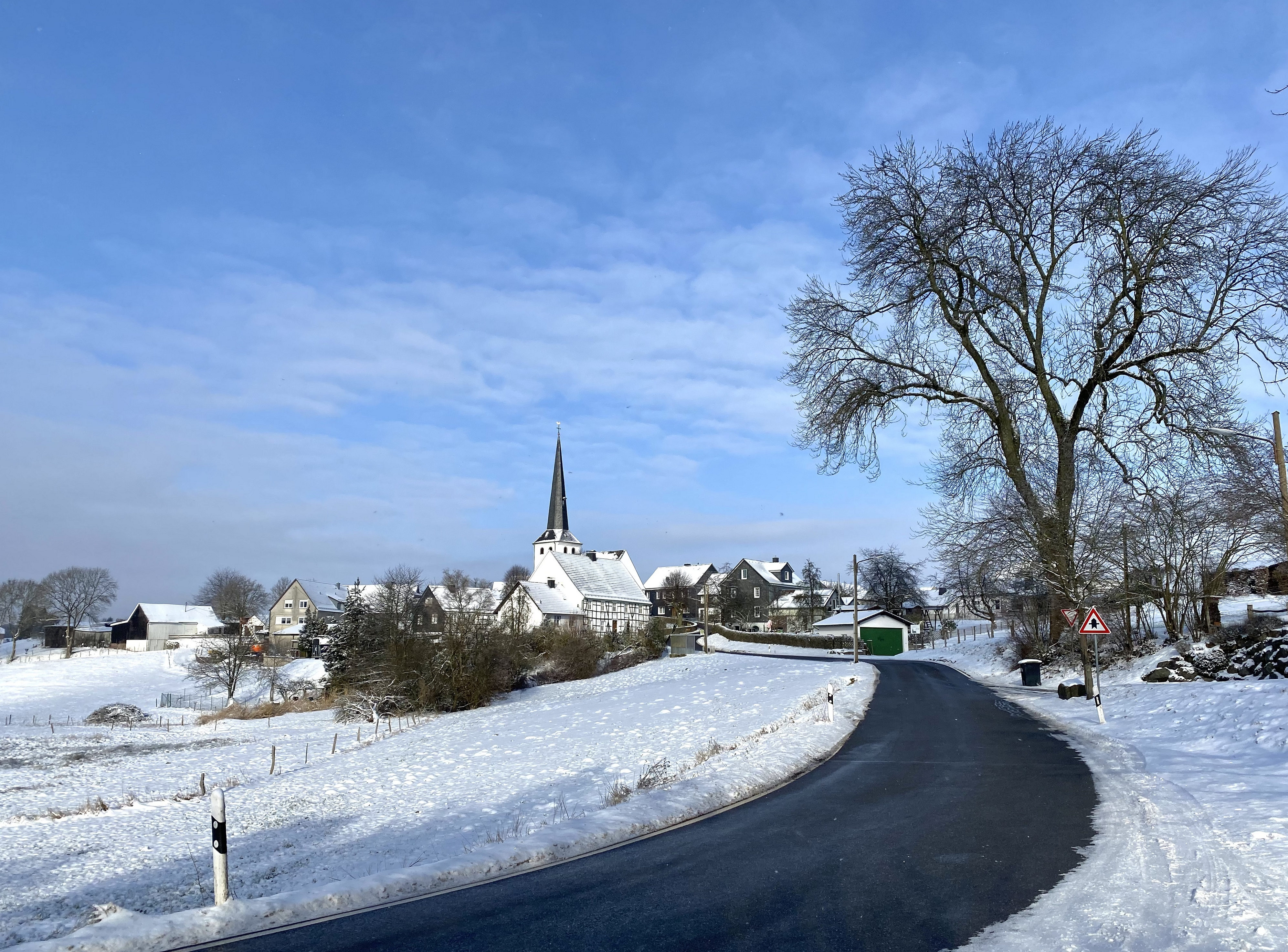
Weiler Remlingrade
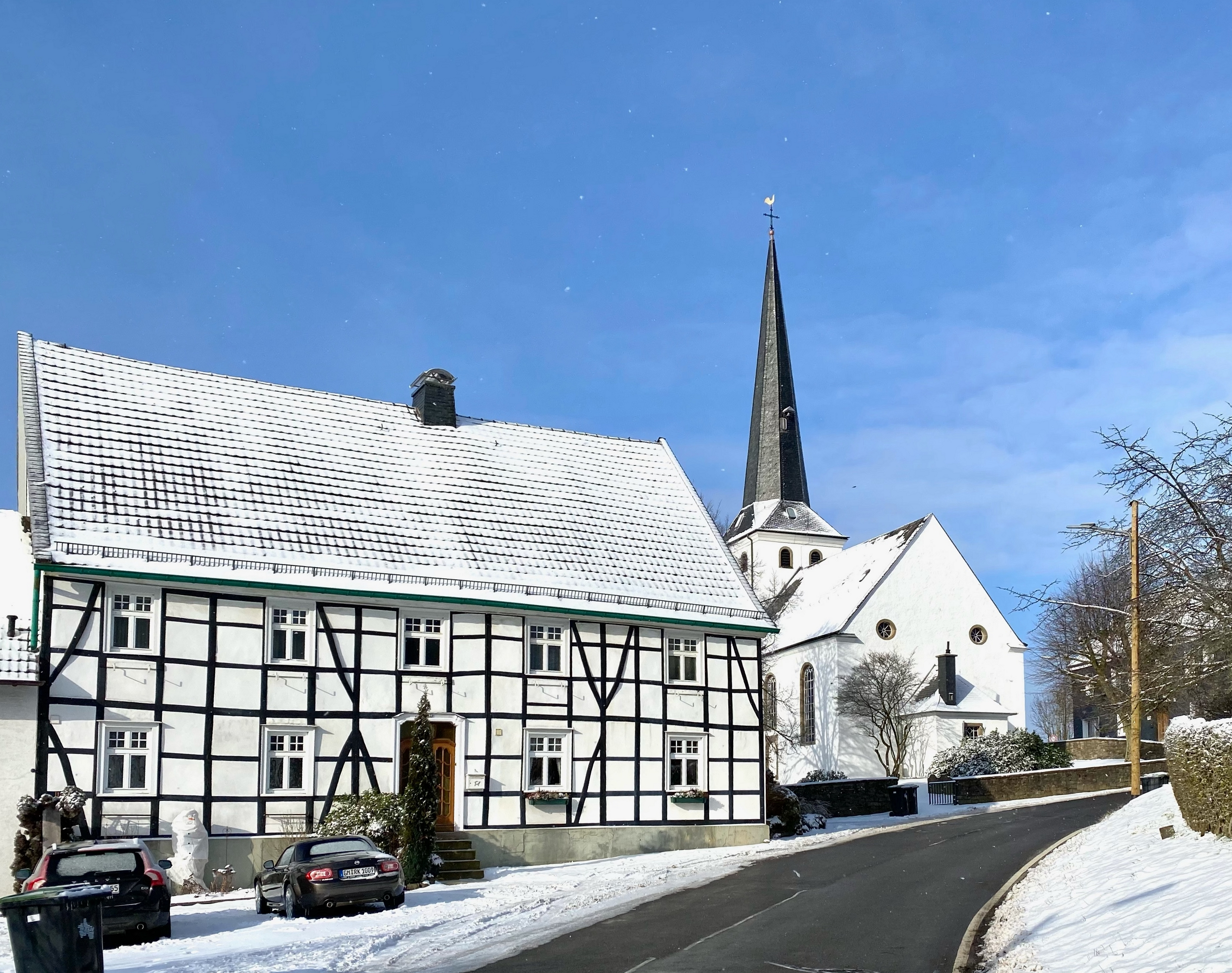
Weiler Remlingrade
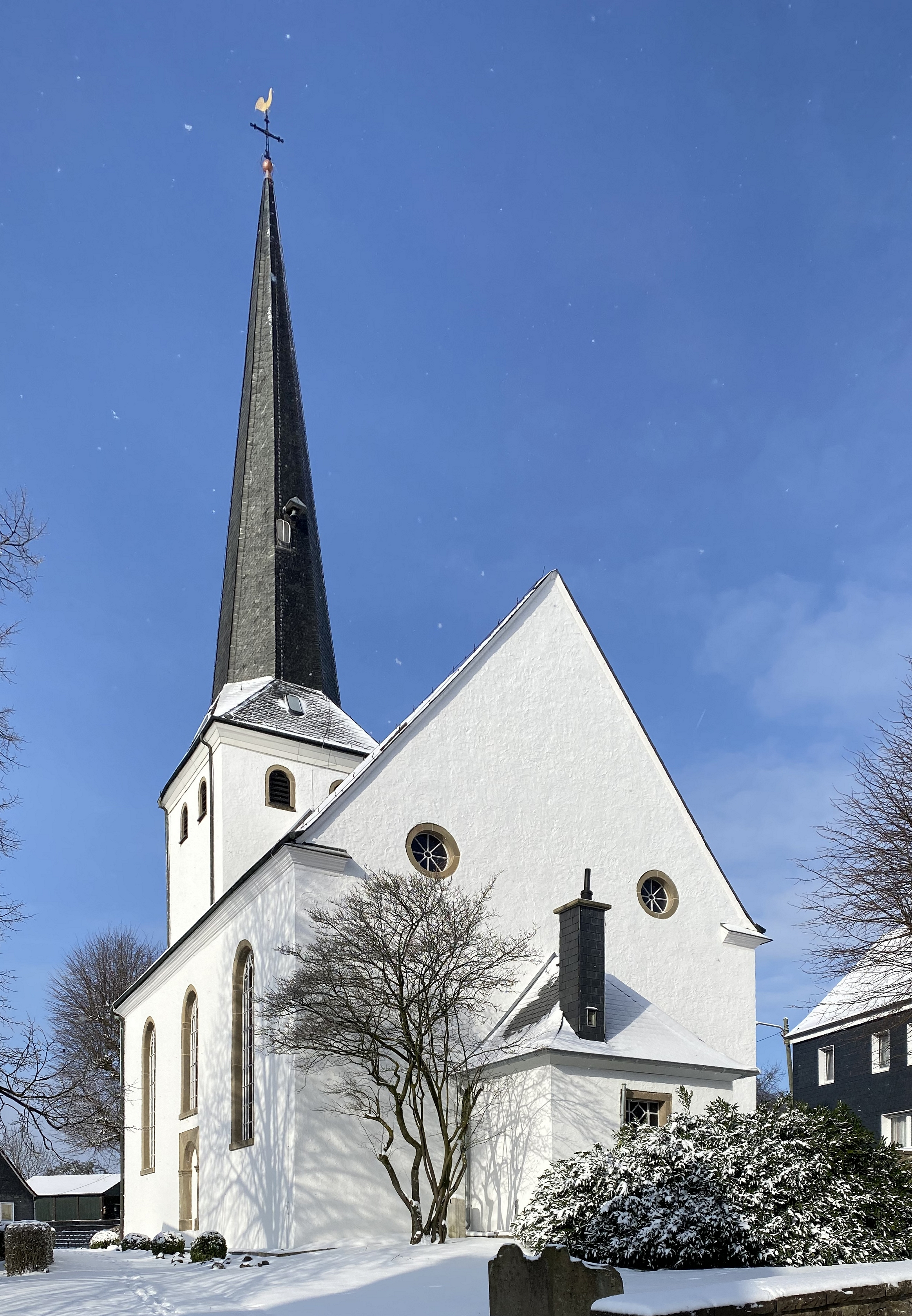
Kirche Remlingrade
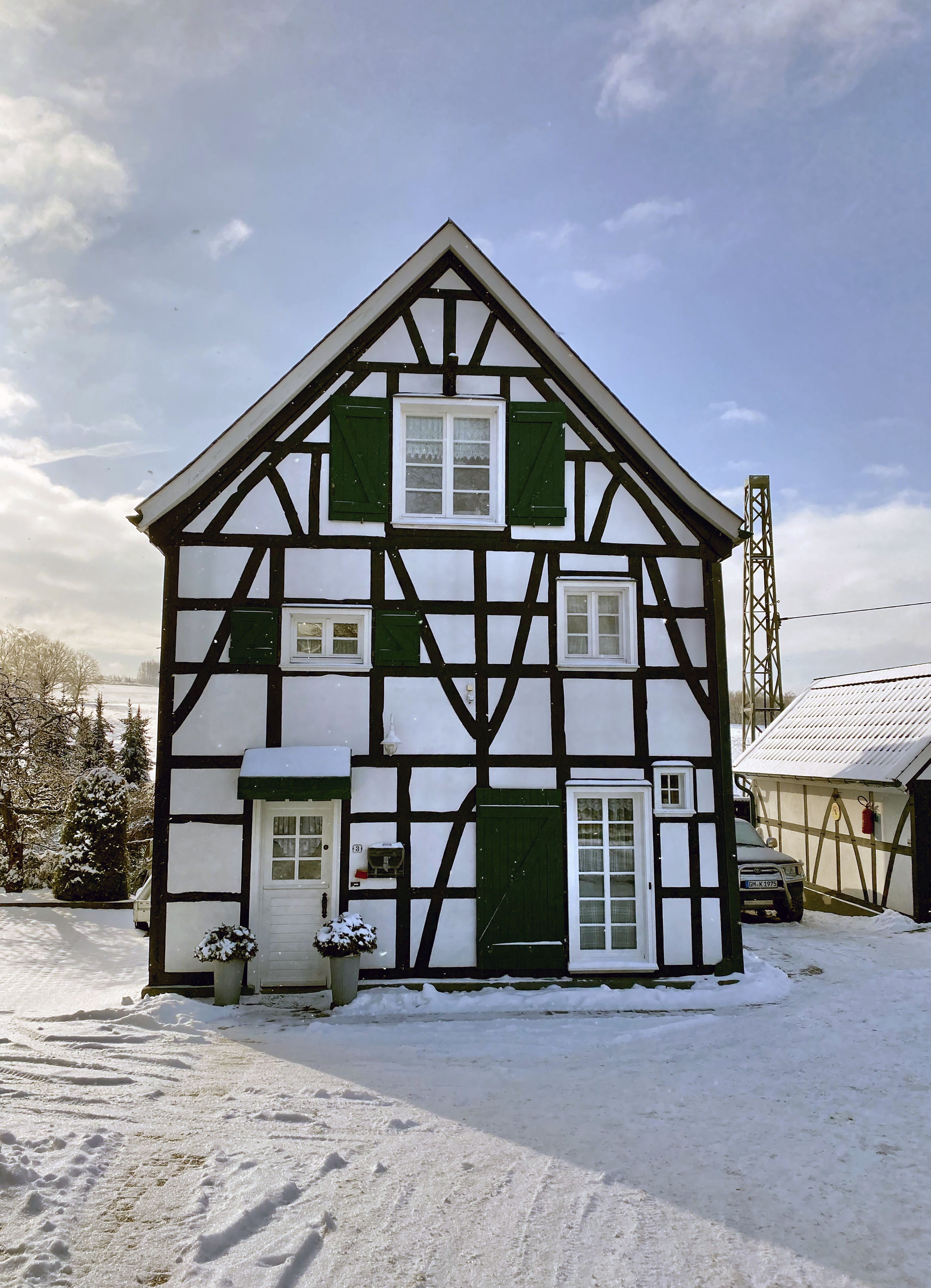
Baudenkmal Remlingrade 3
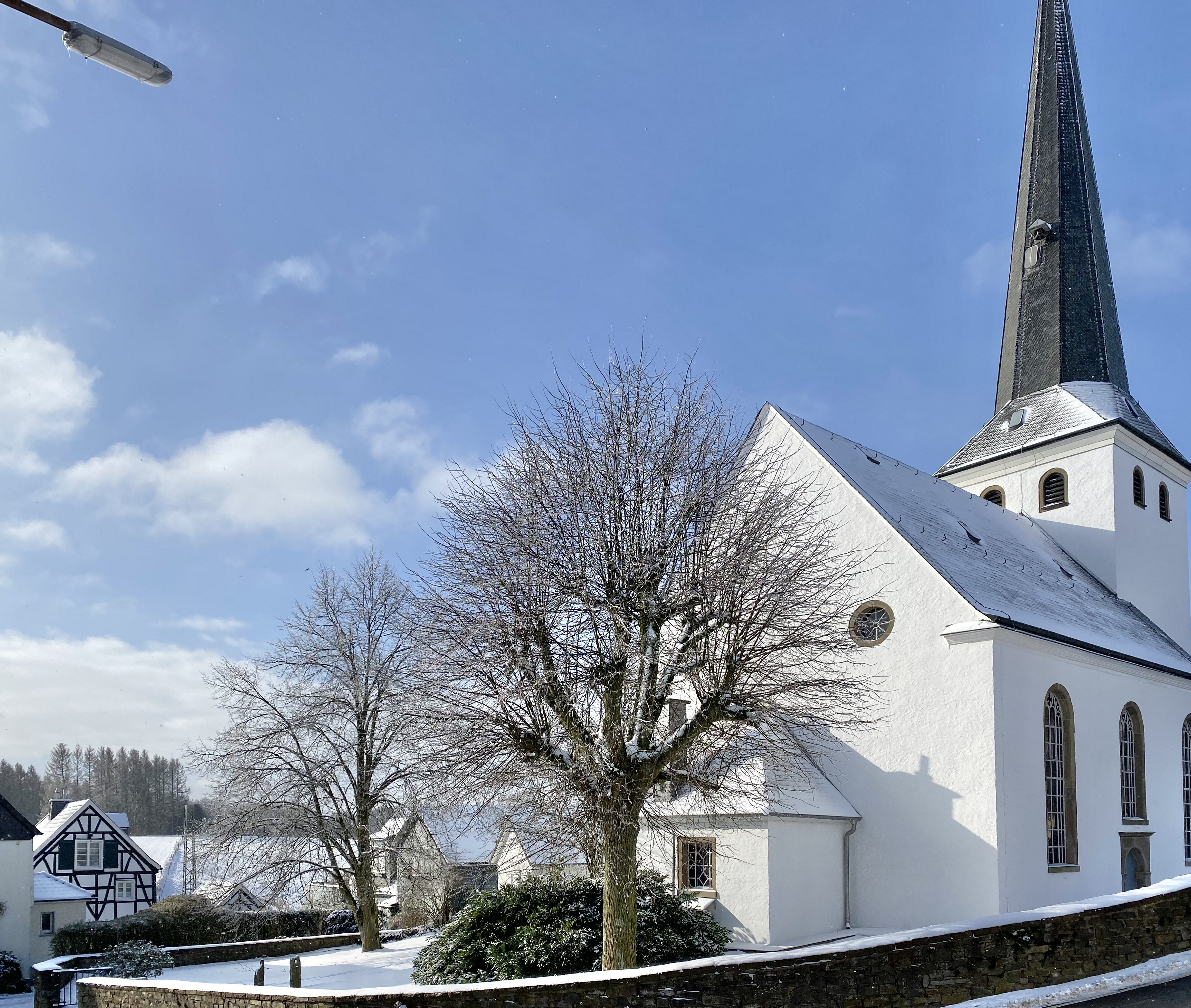
Kirche Remlingrade
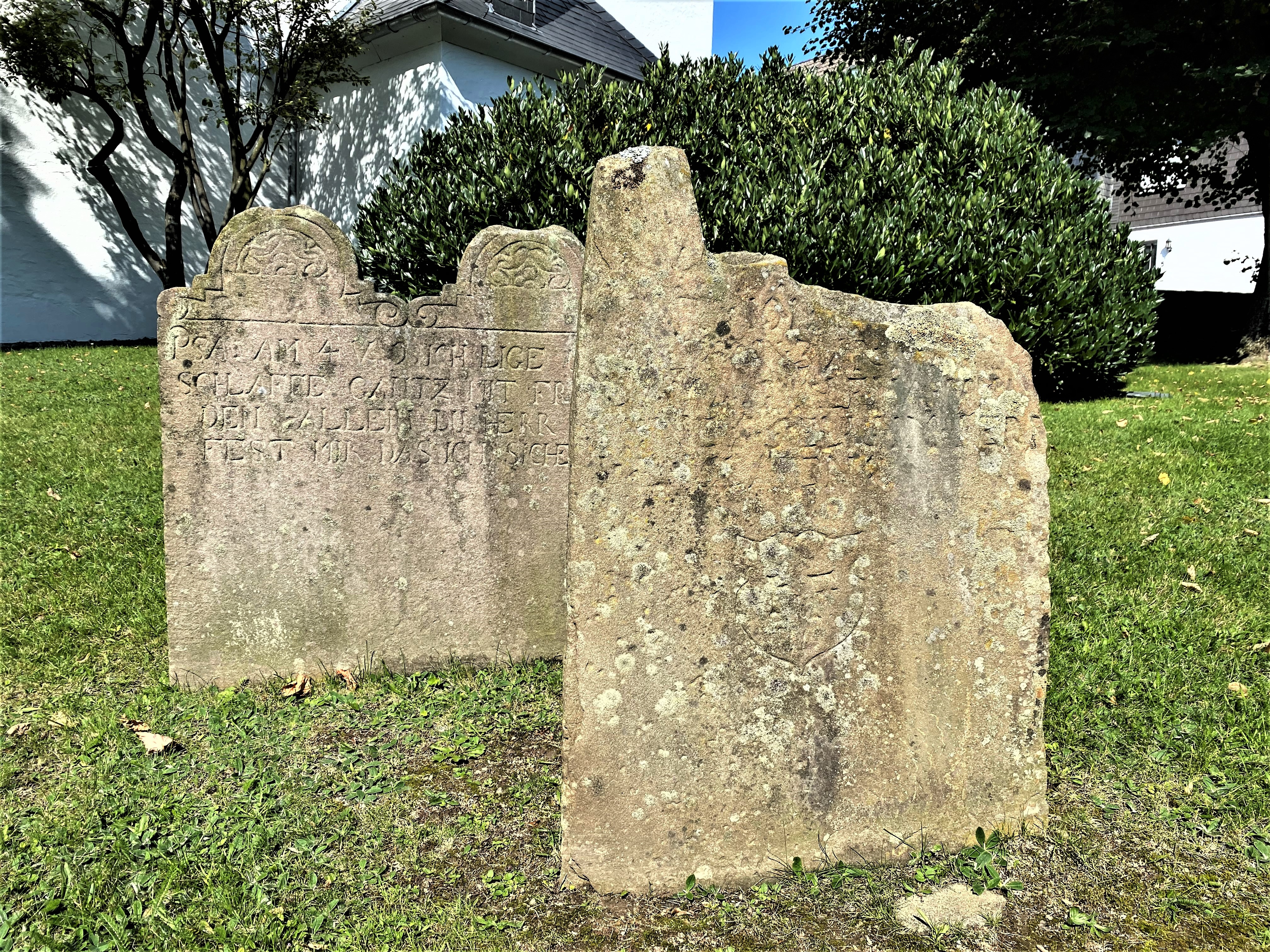
Alte Grabsteine an der Kirche
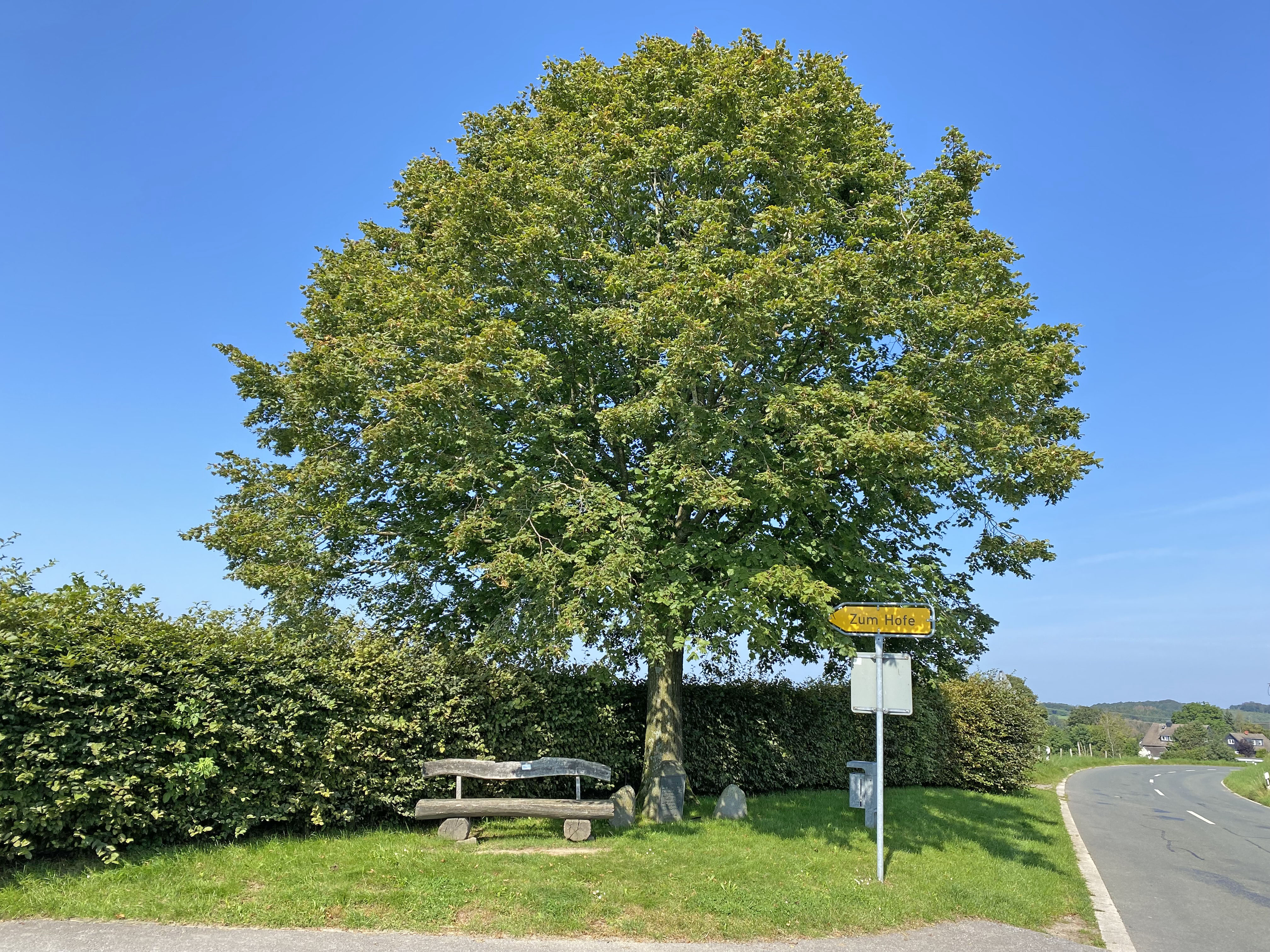
Femlinde von Remlingrade
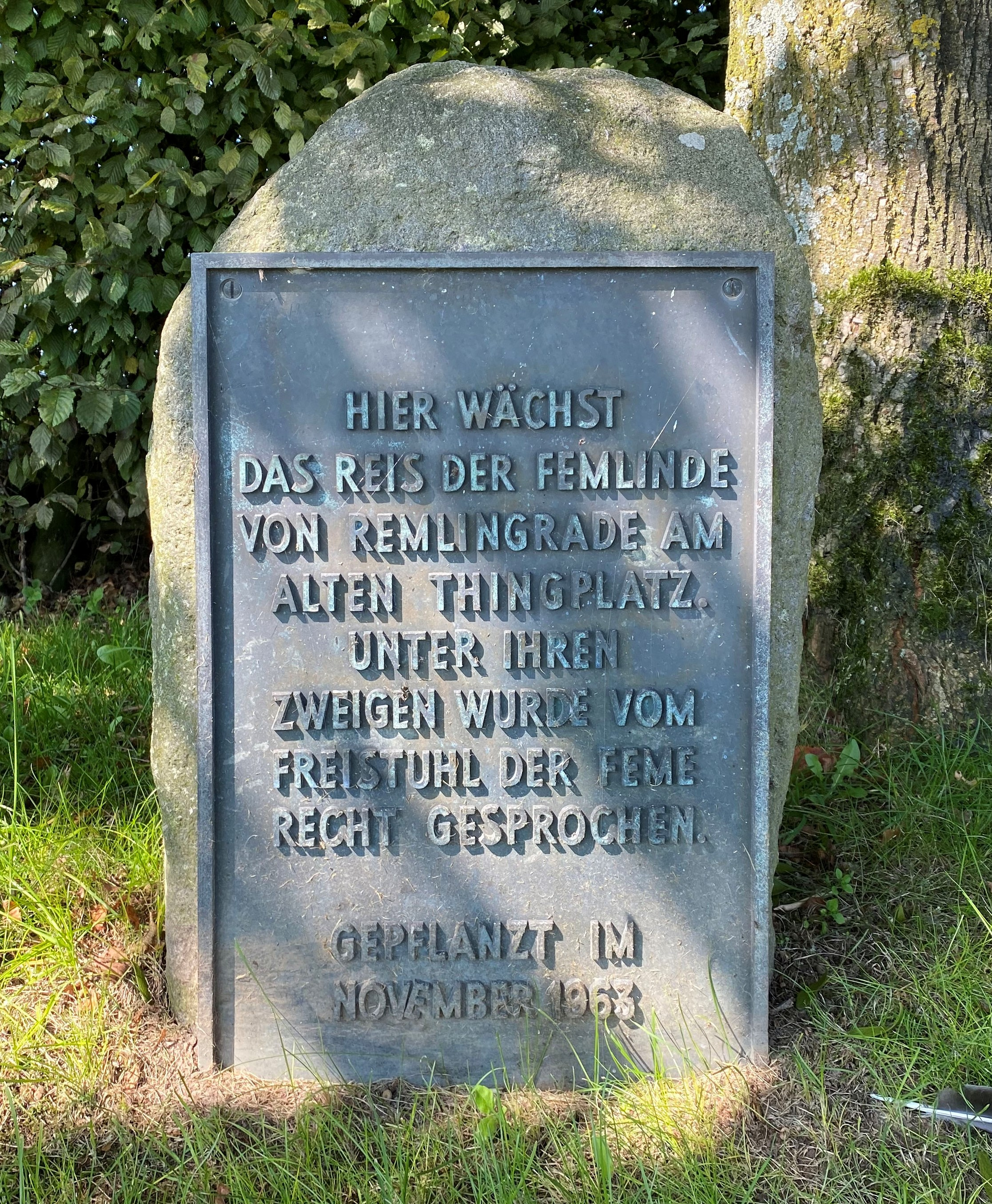
Info-Tafel an der Femlinde

## Söhne und Töchter des Ortes
- Johann Peter Plätzer (1782–1846), Uhrmacher und Erbauer der Kirchturmuhr
- Friedrich Möhler (1887–1963), Dorfschulmeister und Heimatforscher
- Paul Wellershaus (1887–1976), Kunstmaler

## Wander- und Radwege
Folgende Wanderwege führen durch den Ort:
- Die SGV-Hauptwanderstrecke „X28“ (Graf-Engelbert-Weg) von Hattingen nach Schladern/Sieg
- Der Ortsrundwanderweg „A6“